# Opasanica
Opasanica (cyr. Опасаница) – wieś w Czarnogórze, w gminie Podgorica. W 2011 roku liczyła 28 mieszkańców.